# NEWS LIVE TOUR 2015 WHITE
『NEWS LIVE TOUR 2015 WHITE』（ニュース ライブ ツアー 2015 ホワイト）は、NEWSの8枚目のライブビデオ。2016年4月20日にジャニーズ・エンタテイメントから発売。

## 概要
2015年に行われた全国ツアーの内、ツアーファイナルとなった6月14日の東京ドーム公演の模様を収録している。
また、『NEWS LIVE DIAMOND』以来となる『Special Reel』と題した、メンバーソロ曲のミュージッククリップが初回盤、通常盤ともに収録されている。

## 封入特典

### 初回盤
- プレミアムパッケージ仕様
- 28Pブックレット
- 特典映像：MC収録

### 通常盤
- 8Pブックレット
- 特典映像：『Special Reel』メイキング収録

## チャート成績
DVDは4.7万枚、BDは4.1万枚を売り上げ2016年5/2付オリコン週間DVD/BD両ランキングで総合1位に初登場し、自身初のDVD/BDランキング同時制覇を達成した。

## 初回盤
※が4人体制初披露。

### Disc 1
1. OVERTURE
2. MR.WHITE
3. ONE -for the win-
4. 恋のABO
5. NYARO
6. MC
7. weeeek
8. 恋祭り
9. バタフライ
10. フルスイング
11. ロメオ 2015 - 小山慶一郎
12. ESCORT - 加藤シゲアキ
13. KAGUYA -Inter-
14. KAGUYA
15. チャンカパーナ
16. WORLD QUEST
17. さくらガール
18. Weather NEWS
19. MC
20. 勿忘草
21. あなた - 手越祐也
22. Skye Beautiful - 増田貴久

### Disc 2
1. Black Jack -Inter-
2. BYAKUYA
3. SuperSONIC
4. SNOW EXPRESS ※
5. Winter Moon ※
6. NEWSニッポン
7. 希望〜Yell〜
8. サヤエンドウ
9. ポコポンペコーリャ
10. 4＋FAN
11. SEVEN COLORS

[ENCORE]
1. White Love Story
2. 渚のお姉サマー
3. 愛言葉

[W ENCORE]
1. チュムチュム
2. NYARO

### Disc 3
Special Reel -Music Clip-
1. ロメオ 2015
2. ESCORT
3. Skye Beautiful
4. あなた

## 通常盤

### Disc 1
1. OVERTURE
2. MR.WHITE
3. ONE -for the win-
4. 恋のABO
5. NYARO
6. (MC)
7. weeeek
8. 恋祭り
9. バタフライ
10. フルスイング
11. ロメオ 2015 - 小山慶一郎
12. ESCORT - 加藤シゲアキ
13. KAGUYA -Inter-
14. KAGUYA
15. チャンカパーナ
16. WORLD QUEST
17. さくらガール
18. Weather NEWS

### Disc 2
1. 勿忘草
2. あなた - 手越祐也
3. Skye Beautiful - 増田貴久
4. Black Jack -Inter-
5. BYAKUYA
6. SuperSONIC
7. SNOW EXPRESS ※
8. Winter Moon ※
9. NEWSニッポン
10. 希望〜Yell〜
11. サヤエンドウ
12. ポコポンペコーリャ
13. 4＋FAN
14. SEVEN COLORS

[ENCORE]
1. White Love Story
2. 渚のお姉サマー
3. 愛言葉

[W ENCORE]
1. チュムチュム
2. NYARO

### Disc 3
Special Reel -Music Clip- & Making
1. ロメオ 2015
2. ESCORT
3. Skye Beautiful
4. あなた